# Gephyromantis corvus
Gephyromantis corvus is een kikker uit de familie gouden kikkers (Mantellidae). De soort werd voor het eerst wetenschappelijk beschreven door Frank Glaw en Miguel Vences in 1994. De soort behoort tot het geslacht Gephyromantis.

## Leefgebied
De soort is endemisch in Madagaskar. De habitat bestaat uit tropische bossen; de kikker heeft zich verspreid over een leefgebied van ongeveer 500 km², met name in de regio Ihorombe. Hij leeft op een hoogte van 200 tot 500 meter. Door de ontwikkeling van de landbouw, industrie en verstedelijking staat de soort als bedreigd op de Rode Lijst van de IUCN.
De soort komt ook voor in het nationaal park Isalo.

## Beschrijving
Een mannetjes kan 37 tot 38 millimeter lang worden. De lengte van vrouwtjes zijn niet bekend.

## Synoniemen
- Mantidactylus corvus (Glaw & Vences, 1994)